# Amt Mecklenburgische Schweiz

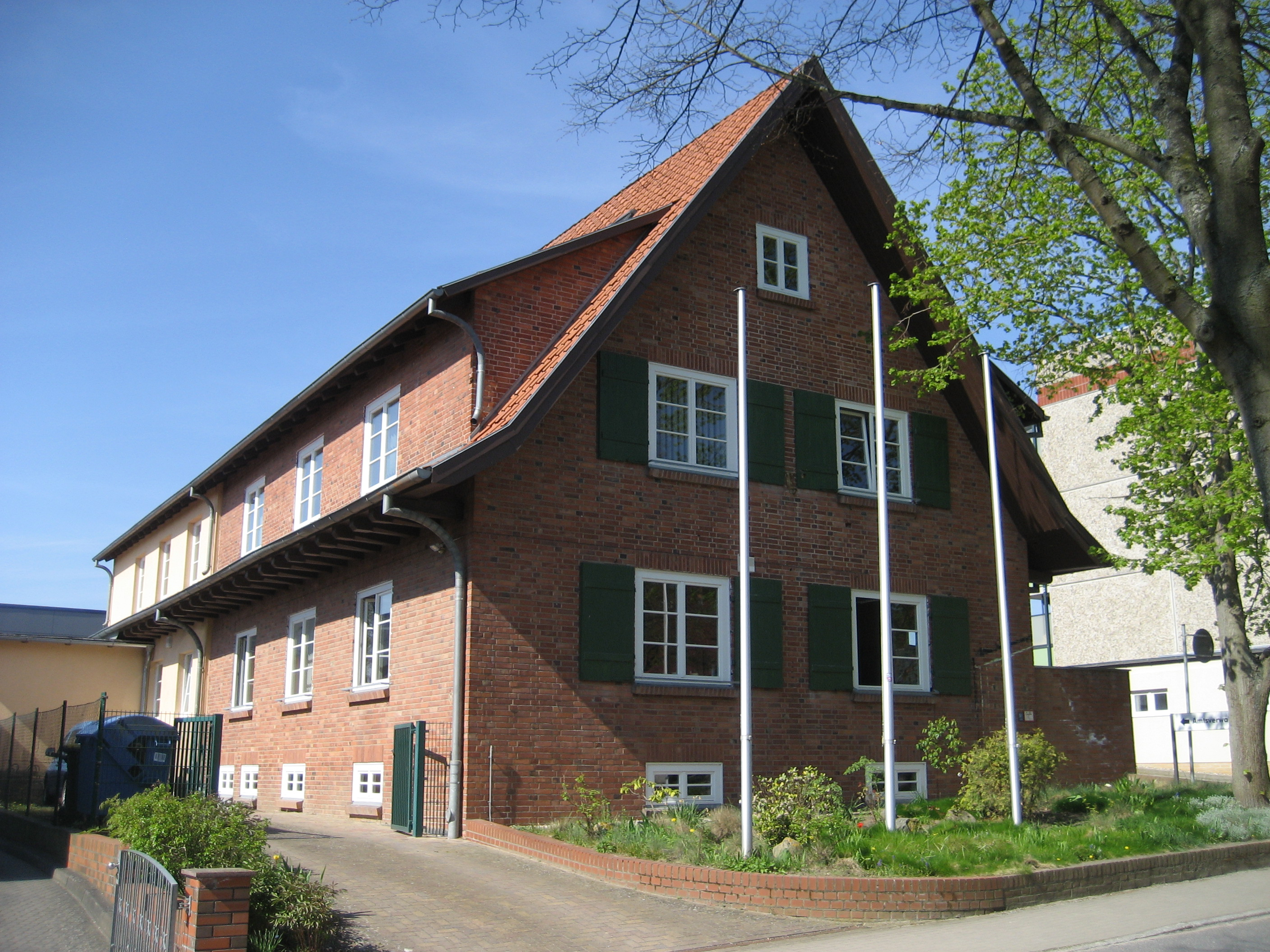
Gebäude des Amtes Mecklenburgische Schweiz in Teterow

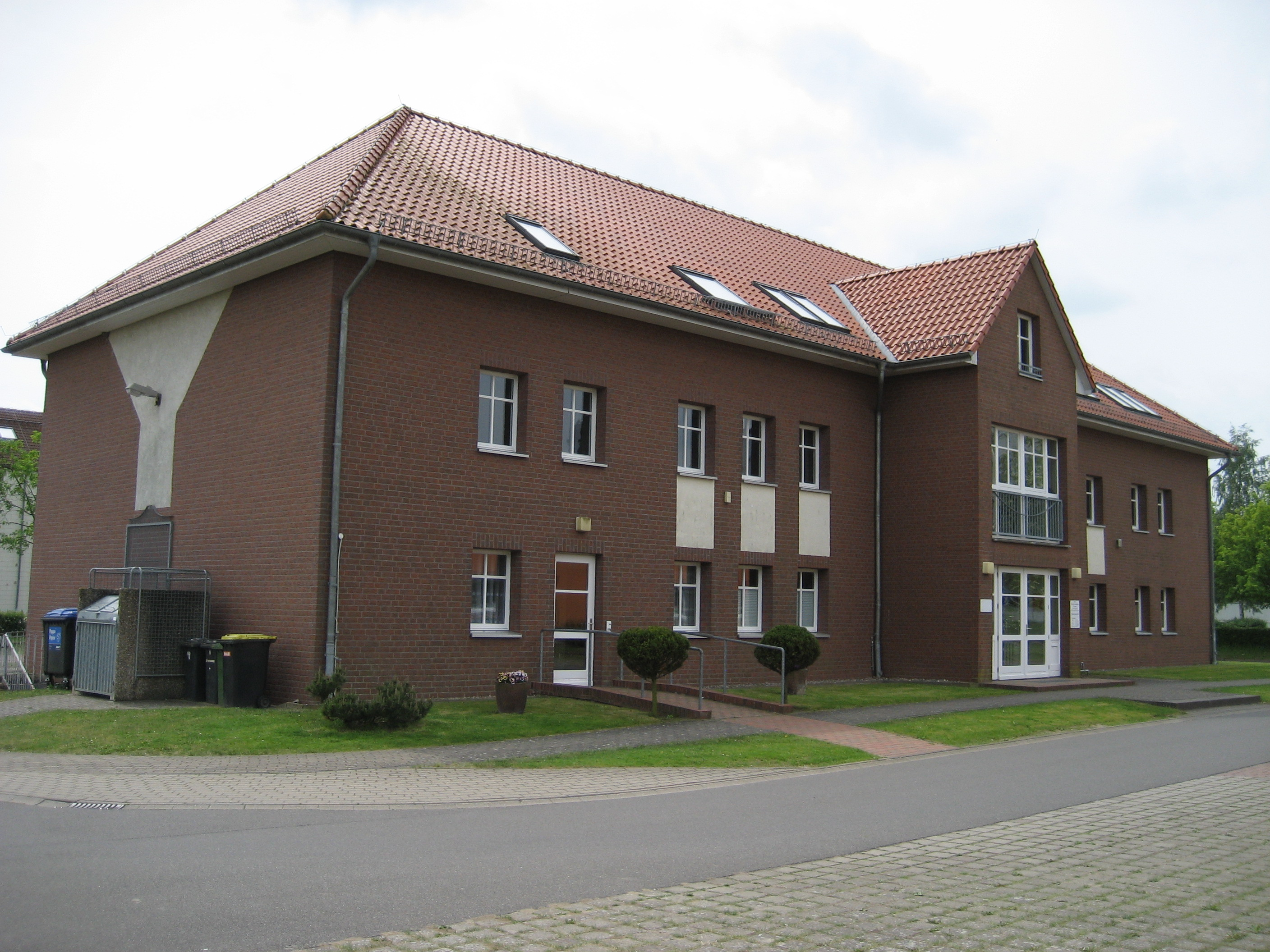
Verwaltungsstelle in Jördenstorf

Das Amt Mecklenburgische Schweiz liegt im Landkreis Rostock in Mecklenburg-Vorpommern (Deutschland). Das Amt grenzt im Süden an den Landkreis Mecklenburgische Seenplatte.

## Die Gemeinden mit ihren Ortsteilen
- Alt Sührkow mit Bukow, Hohen Mistorf, Neu Sührkow und Pohnstorf
- Dahmen mit Barz, Bockholt, Groß Luckow, Hüttenkoppel, Neu Ziddorf, Peenhäuser, Rothenmoor und Ziddorf
- Dalkendorf mit Amalienhof, Appelhagen und Bartelshagen
- Groß Roge mit Klein Roge, Mieckow, Neu Rachow, Rachow, Wotrum und Zierstorf
- Groß Wokern mit Klein Wokern, Neu Wokern, Nienhagen, Uhlenhof und Waldschmidt
- Groß Wüstenfelde mit Jägerhof, Matgendorf, Mühlenhof, Perow, Schwetzin und Vietschow
- Hohen Demzin mit Burg Schlitz, Grambzow, Groß Köthel, Görzhausen, Karstorf und Klein Köthel
- Jördenstorf mit Gehmkendorf, Klein Markow, Klein Wüstenfelde, Klenz und Schrödershof
- Lelkendorf mit Groß Markow, Küsserow, Küsserow-Hof, Ludwigsdorf, Sarmstorf, Seeland und Sperlingshof
- Prebberede mit Belitz, Grieve, Groß Bützin, Neu Heinde, Rabenhorst, Rensow und Schwiessel
- Schorssow mit Bristow, Bülow, Carlshof, Glasow, Grube, Neu Tessenow und Tessenow
- Schwasdorf mit Poggelow, Remlin und Stierow
- Sukow-Levitzow mit Levitzow, Marienhof und Sukow
- Thürkow mit Todendorf
- Warnkenhagen mit Gottin, Hessenstein, Neu Tenze, Tellow und Tenze

## Geschichte
Im Amt Mecklenburgische Schweiz sind 15 Gemeinden zur Erledigung ihrer Verwaltungsgeschäfte zusammengeschlossen. Der Verwaltungssitz befindet sich in der nicht amtsangehörigen Stadt Teterow. Eine Verwaltungsstelle des Amtes befindet sich in der Gemeinde Jördenstorf. Das Amt wurde am 1. Juni 2004 aus den aufgelösten Ämtern Jördenstorf und Teterow-Land gebildet. Bei der Neubildung gehörten auch die Gemeinden Matgendorf, Bristow, Bülow (bei Malchin), Poggelow, Remlin, Levitzow, Sukow-Marienhof und Neu Heinde zum Amt.
Eingemeindungen
Matgendorf wurde am 13. Juni 2004 nach Groß Wüstenfelde eingemeindet. Aus den Gemeinden Bristow und Bülow (bei Malchin) wurde am 13. Juni 2004 die Gemeinde Schorssow gebildet, aus Poggelow und Remlin die Gemeinde Schwasdorf. Ebenfalls am 13. Juni 2004 fusionierten die Gemeinden Levitzow und Sukow-Marienhof zur neuen Gemeinde Sukow-Levitzow und Neu Heinde wurde nach Prebberede eingemeindet.

## Wirtschaft
Neben der Land- und Forstwirtschaft bestimmt zunehmend der Tourismus das wald- und seenreiche Gebiet des Amtes, das im Süden und Osten Anteile am Naturpark Mecklenburgische Schweiz und Kummerower See hat. Neben den größeren Seen Malchiner See und Teterower See liegen einige Erhebungen über 100 m ü. HN im Amtsbereich (Hardtberg 122 m).

## Verkehrsinfrastruktur
Durch das Amtsgebiet verlaufen die Bundesstraßen 104 und 108 sowie die Bahnstrecke Bützow-Stettin mit dem Haltepunkt Neu Wokern.

## Belege
1. ↑  Statistisches Amt M-V – Bevölkerungsstand der Kreise und Gemeinden 2024 (XLS-Datei) (Amtliche Einwohnerzahlen in Fortschreibung des Zensus 2022) (Hilfe dazu).

Bad Doberan-Land |
Bützow-Land |
Carbäk |
Gnoien |
Güstrow-Land |
Krakow am See |
Laage |
Mecklenburgische Schweiz |
Neubukow-Salzhaff |
Rostocker Heide |
Schwaan |
Tessin |
Warnow-West